# Chromatomyiae succisae
Chromatomyiae succisae är en tvåvingeart som först beskrevs av Erich Martin Hering 1922.  Chromatomyiae succisae ingår i släktet Chromatomyiae, och familjen minerarflugor. Arten har ej påträffats i Sverige.